# Бланко (округ)
О́круг Бла́нко (англ. Blanco county) — округ штата Техас Соединённых Штатов Америки. На 2000 год в нём проживало 8418 человек. По оценке бюро переписи населения США в 2008 году население округа составляло 9082 человек. Окружным центром является город Джонсон-Сити.

## История
Округ Бланко был сформирован в 1858 году из участков округов Бернет, Комал, Гиллеспи и Хейс. Название совпадает с рекой Бланко, пересекающей округ (исп. blanco — белый). Первоначально окружным центром стал город, который также назывался Бланко, однако в 1890 году администрация была перенесена в Джонсон-Сити.